# Al-Mourada Omdurman
Al-Mourada Omdurman (arab. نادي الموردة الرياضي) – sudański klub piłkarski z siedzibą w Omdurmanie, największym mieście kraju. Al-Mourada jest dwukrotnym mistrzem Sudanu.

## Historia
Klub Al-Mourada Omdurman został założony w 1927 i jest jednym z trzech największych zespołów z Omdurmanu. Ma swoją siedzibę na przedmieściach miasta. Swoje mecze rozgrywa na Stade de Omdurman, który mieści 15 000 kibiców. Był to jeden z najsilniejszych zespołów w kraju, ale spadł z ligi z powodu problemów finansowych.
Al-Mourada Omdurman jest jednym z pięciu mistrzów krajowych w całej historii oraz jedną z trzech drużyn, która przerwała dominację klubów Al-Hilal Omdurman i Al-Merreikh Omdurman. Jedyne mistrzostwa wywalczył w 1968 i 1988. Pięciokrotnie wygrywał również Puchar Sudanu. Było to w latach 1987, 1989, 1995, 1997 i 1999.

## Sukcesy
- Mistrz Sudanu (2 razy): 1968, 1988
- Zdobywca Pucharu Sudanu (5 razy): 1987, 1989, 1995, 1997, 1999

## Występy w afrykańskich pucharach
- Puchar Mistrzów: 2 występy

1968 – ćwierćfinał
1989 – ćwierćfinał
- Puchar CAF: 2 występy

1992 – 1. runda
1994 – półfinał
- Puchar Zdobywców Pucharów: 4 występy

1988 – 1. runda
1996 – 2. runda
1998 – 1. runda
2002 – ćwierćfinał

## Skład na sezon 2015/2016
Skład zespołu na sezon 2015/2016:
| Nr | Poz. | Piłkarz          |
| -- | ---- | ---------------- |
| 1  | BR   | Hani Mahir       |
| 2  | OB   | Ahmed Peter      |
| 4  | OB   | Khamees Martin   |
| 5  | OB   | Mohsen Abdalla   |
| 8  | NA   | El Taiyb El Mahi |
| 11 | NA   | Osman Hajo       |
| 13 | OB   | Alsadig Babkir   |
| 13 | OB   | Paolo Sergio     |
| 14 | PO   | Mosab Ahmed      |
| 15 | PO   | Mohammed Khamees |
| 17 | PO   | Salih Abdalla    |
| 21 | OB   | Ashref Hassan    |
| 22 | PO   | Saber Ismael     |
| –  | BR   | Salah Yahia      |

| Nr | Poz. | Piłkarz               |
| -- | ---- | --------------------- |
| –  | OB   | Malik Mohamed Ibrahim |
| –  | OB   | Asmail Sidiek         |
| –  | OB   | Alraih Ali Maki       |
| –  | PO   | Abd Dalla Ibrahim     |
| –  | PO   | Ahmed Sif Aldin       |
| –  | PO   | Jean Lalana           |
| –  | PO   | Helti Gitom           |
| –  | PO   | Gobik Phillip         |
| –  | PO   | Mosab Musa            |
| –  | PO   | Mosab Ahmed           |
| –  | NA   | Amer Yaghoub          |
| –  | NA   | Asrafil Tsfai         |
| –  | NA   | Ramadan Alagab        |